# 第1戰鬥機聯隊 (德意志帝國)
第1戰鬥機聯隊（德語：Jagdgeschwader 1，通常簡稱「JG 1」）是第一次世界大戰德意志帝國陸軍航空隊的一支戰鬥機聯隊，由第4、第6、第10和第11戰鬥機中隊（Jasta）所組成，成立於1917年6月24日，第一任聯隊長為曼弗雷德·冯·里希特霍芬，因此有了「里希特霍芬聯隊」的稱呼。另外，由於第1戰鬥機聯隊飛機塗裝鮮明，也有如馬戲團一樣經常轉移陣地作戰、常在用帳篷搭乘的簡易機場整備，而有著「飛行馬戲團」與「里希特霍芬的馬戲團」之暱稱。

## 歷史

### 成軍
1917年初，德軍最高統帥部發現西方戰線上，德國空中武力將被協約國的數量優勢所壓倒，平均每個戰鬥機中隊僅能集結6到8架飛機，卻往往要面對一支又一支的龐大協約機隊，協約軍也正換裝新式戰機。為維持左右戰局的影響力，飛行部隊總監（Inspektion der Fliegertruppen）開始考慮如何提高德軍飛行員之戰力，後來軍方高層決定將部隊編組成較大的集群單位。1917年6月，前線第6軍團司令鲁普雷希特親王下令組建第一支戰鬥機中隊集群，即第1戰鬥機聯隊正式成立。該單位的職責相當明瞭，即奪取戰地的負責區域的制空權。戰鬥機聯隊極具機動性，何處需要即要立即前往，它的後勤單位也因此負擔相當重，常常在短時間內調往多個地區作戰。
最初的第1戰鬥機聯隊由第4、第6、第10和第11戰鬥機中隊所組成，聯隊長里希特霍芬有全權可決定手下個中隊隊長人選，他還有權個別審核飛行員，決定該人是否能加入聯隊，或是能力未達標準而將其趕出聯隊。在里希特霍芬的挑選下，擁有擊落9架敵機成就的戰鬥機王牌愛德華·馮·多斯特勒（Eduard von Dostler）少尉與擊落數上升中的漢斯·馮·亞當（Hans von Adam）少尉進入了第6戰鬥機中隊、維爾納·福斯（Werner Voss）則進入了第10戰鬥機中隊。這種遴選方式有效的使戰鬥機聯隊成為一支精英組織，但帶來的負面效果就是降低了其他單位的平均作戰能力。第1戰鬥機聯隊本身也在1917年末派遣不少戰績優秀的成員去指揮其他中隊，屆時戰鬥機中隊的數量已從40到80支，增長了一倍。

### 1917年
第1戰鬥機聯隊首次參加的戰鬥是對付1917年6月盟軍於法蘭德斯平原發起的大攻勢。
7月6日，里希特霍芬在指揮聯隊對付英國皇家空軍第20中隊的F.E.2戰鬥機時頭部遭到重創。第4中隊長庫爾特·馮·德林（Kurt von Doering）中尉暫代其職，並在隔天領導第4與第11中隊擊落了9架協約軍飛機。里希特霍芬於7月25日重返職位，但於9月6日請了長假療養，離開聯隊一段時間。
第1戰鬥機聯隊是第一支裝備試驗機—「Dr.I」戰鬥機的部隊，頭兩架樣機於1917年8月21日送達。第10中隊的福斯是善用Dr.I機的代表性人物，他在僅僅21天內擊落了10架敵機，後於9月26日陣亡。
10月23日，里希特霍芬返回聯隊，同時大概在這時間點上，出現了不少架Dr.I機內部問題而發生的意外，第1戰鬥機聯隊不得不把飛機交回去整修，直到12月初才重新取回，在此之前只得使用信天翁D.V機作戰。
1917年11月23日，第1戰鬥機聯隊自伊普爾斯送往英軍正發動攻勢的康布雷，並促使德軍贏得空中戰爭。
至1917年末，第1戰鬥機聯隊的成功促使德軍打算於1918年2月設置更多相同編組單位，於是有了對抗英法軍的第2戰鬥機聯隊和佈署於伊普爾斯戰線的第3戰鬥機聯隊。此時里希特霍芬也從雙座機單位招募了漢斯·基希施泰因（Hans Kirchstein）與弗里茨·弗里德里希（Fritz Friedrichs），也從第37戰鬥機中隊挖角了恩斯特·烏德特。

### 1918年

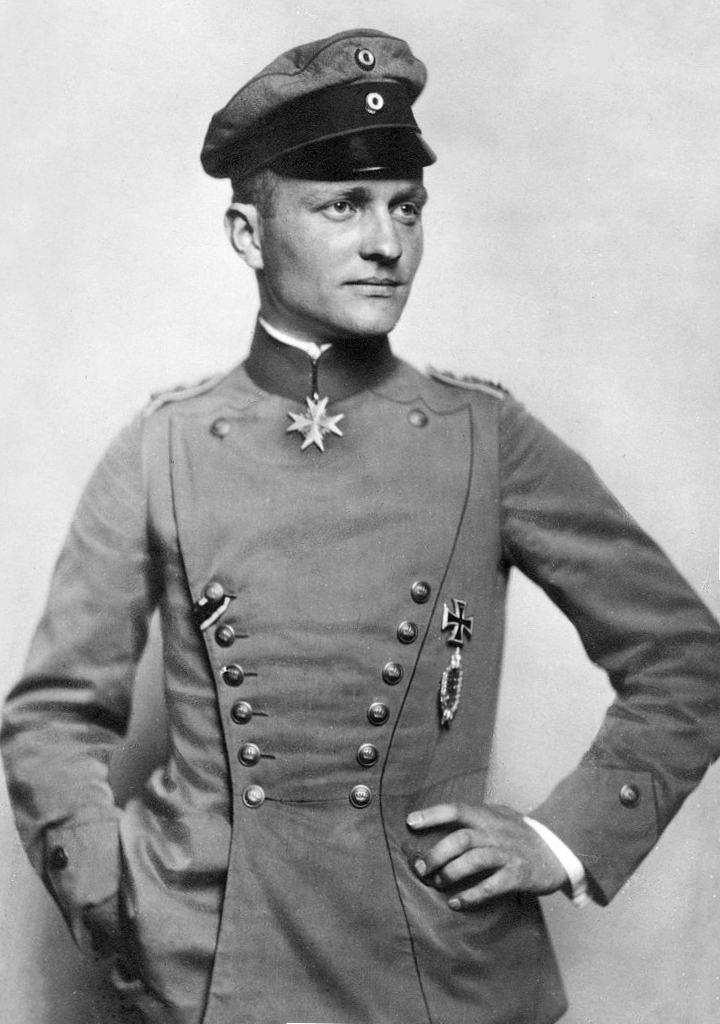
第1戰鬥機聯隊長曼弗雷德·馮·里希特霍芬

1918年初天候頗差，第1戰鬥機聯隊無機會出擊，但該單位已被安排為德軍將在3月21日發動的春季大攻勢當中擔任空戰主力部隊。1918年4月，聯隊自阿爾博尼耶爾出擊，大部分西南方的協約軍機場已被德軍佔領。不過，新成立的英國皇家空軍仍保有一定程度的空中優勢，在重砲觀測員護衛與搭配於戰地快速移動的雙座偵察機頗有成效。此時第1戰鬥機聯隊的主要戰果為低空飛行的戰轟機，如駱駝式戰鬥機。
1918年4月，里希特霍芬戰死。威廉·賴因哈德（Wilhelm Reinhard）繼任為聯隊長。5月10日，第1戰鬥機聯隊取下了第300架擊墜戰果，同月20日，聯隊獲得了「JG1 里希特霍芬」的榮號。不久後，第1戰鬥機聯隊轉戰至第7軍團駐地，支援即將於5月27日展開的德軍埃納攻勢。第1戰鬥機聯隊移動到吉斯，後轉戰至皮瑟農場（Puiseux Ferme），主要同法軍和剛抵達歐洲的美國陸軍航空勤務隊交戰。在5月31日至6月8日間，第1戰鬥機聯隊宣稱擊落了43架法軍飛機與航空氣球，同月24日至28日又擊落了24架。第6中隊的克里斯丁更是聯隊的佼佼者，在3月18日至6月14日期間宣稱擊落了27架敵機。
6月中，第1戰鬥機聯隊已完全裝備了D.VII戰鬥機。1918年7月3日，第二任聯隊長賴因哈德在一場飛行意外中去世，7月14日，赫爾曼·戈林中尉繼任聯隊長職務，他也是該單位最後一任隊長。
聯隊於7月19日移至苏瓦松，在7月25日時宣稱獲得了第500場空戰勝利。8月10日，就在德軍第2軍團於聖康坦戰鬥時，聯隊上的頭號王牌、擁有53架擊殺紀錄的埃里希·勒文哈特（Erich Löwenhardt）飛行時與他機衝撞，陣亡。
1918年8月，協約軍展開了亞眠一帶的大規模反攻，到了9月中，第1戰鬥機聯隊也被迫從對抗英軍的前線中撤退，時至8月底，聯隊失去了下轄四個中隊的所有隊長，第10中隊的勒文哈特陣亡、第6中隊的保羅·文策爾（Paul Wenzel）與第11中隊的洛塔爾·馮·里希特霍芬（Lothar Siegfried Freiherr von Richthofen）重傷送醫，第4中隊的烏德特超出負荷地作戰，被送往後方休息。整個9月裡，第1戰鬥機聯隊僅擊落17架飛機，儘管該月已是協約軍在大戰的空戰中遭受到最大的傷亡了（據德軍戰鬥機部隊宣稱，共在該月獲得了721次空戰勝利）。接下來三個月，聯隊戰果多由第11中隊的弗里德里希·諾爾特紐斯（Friedrich Noltenius）、第6中隊的烏爾里希·內克爾（Ulrich Neckel）和第10中隊阿圖爾·勞曼（Arthur Laumann）所包辦。
到了戰爭最後幾天，聯隊遭遇到嚴重的燃油與零件補給問題，隨著協約軍的挺進，聯隊不得不跟著後撤，而協約空軍越來越有利。最終，德國政府於11月11日投降，戰爭結束。在戈林的領導下，為了不讓聯隊飛機落入敵人手中，在飛去向敵軍投降時，故意將飛機迫降失敗、摔成碎片，作為對協約軍最後的抵抗。
自1917年6月成立至1918年11月解散為止，第1戰鬥機聯隊宣稱共擊毀了644架協約國機，自己共62位飛行員陣亡、59人受傷。

## 歷任聯隊長
- 曼弗雷德·冯·里希特霍芬（1917年7月26日－1918年4月21日）
- 威廉·賴因哈德（Wilhelm Reinhard，1918年4月22日－1918年7月3日）
- 赫爾曼·戈林（1918年7月18日－1918年11月11日）